# Carl Geverding
Carl Anthonij Geverding (Den Haag, 28 maart 1832 - Amsterdam, 23 augustus 1910) was een Nederlands beeldhouwer.

## Leven en werk
Geverding was een zoon van beeldhouwer Johannes Karel Geverding (1805-1876) en Cornelia Josophia Garnier (1806-1878). Hij trouwde in 1863 met Maria Wilhelmina Scholtz (1834-1896). Geverding werkte als zelfstandig beeldhouwer in Amsterdam. In 1881 werd hij leraar aan de Teekenschool voor Kunstambachten, hij vierde in 1906 zijn zilveren jubileum. Hij gas les aan onder anderen Anton Fortuin, Louis van der Maas, Jan Schultsz en Frans Zwollo.
Geverding overleed in 1910, op 78-jarige leeftijd. Hij werd begraven op begraafplaats Huis te Vraag.

## Werken (selectie)
- 1874 ornament voor de attiek van Herengracht 468, Amsterdam